# Amblychaeta picticornis
Amblychaeta picticornis är en tvåvingeart som beskrevs av Aldrich 1934. Amblychaeta picticornis ingår i släktet Amblychaeta och familjen parasitflugor. Inga underarter finns listade i Catalogue of Life.